# Dietelia
Dietelia is een geslacht van roesten uit de familie Pucciniaceae. De typesoort is Dietelia verruciformis.

## Soorten
Volgens Index Fungorum telt het geslacht twaalf soorten (peildatum april 2023):
| Soortnaam               | Auteur(s)                                 | Publicatiejaar |
| ----------------------- | ----------------------------------------- | -------------- |
| Dietelia aequatoriensis | (Syd.) Buriticá & J.F. Hennen             | 1980           |
| Dietelia belizensis     | (Mains) Z. Urb.                           | 1990           |
| Dietelia cardiospermi   | (Cooke) Berndt & A.R. Wood                | 2012           |
| Dietelia codiaei        | (Syd.) Boerema                            | 1979           |
| Dietelia duguetiae      | (Thurst.) Buriticá & J.F. Hennen          | 1980           |
| Dietelia emasculata     | (Arthur & Cummins) Buriticá & J.F. Hennen | 1980           |
| Dietelia eviae          | Racib.                                    | 1900           |
| Dietelia holwayi        | (H.S. Jacks.) Buriticá & J.F. Hennen      | 1980           |
| Dietelia impatientis    | Gjaerum                                   | 1985           |
| Dietelia mesoamericana  | H.C. Evans & C.A. Ellison                 | 2005           |
| Dietelia portoricensis  | (Whetzel & Olive) Buriticá & J.F. Hennen  | 1980           |
| Dietelia verruciformis  | (Henn.) Henn.                             | 1897           |